# Presentación en el Templo (Giovanni Bellini)

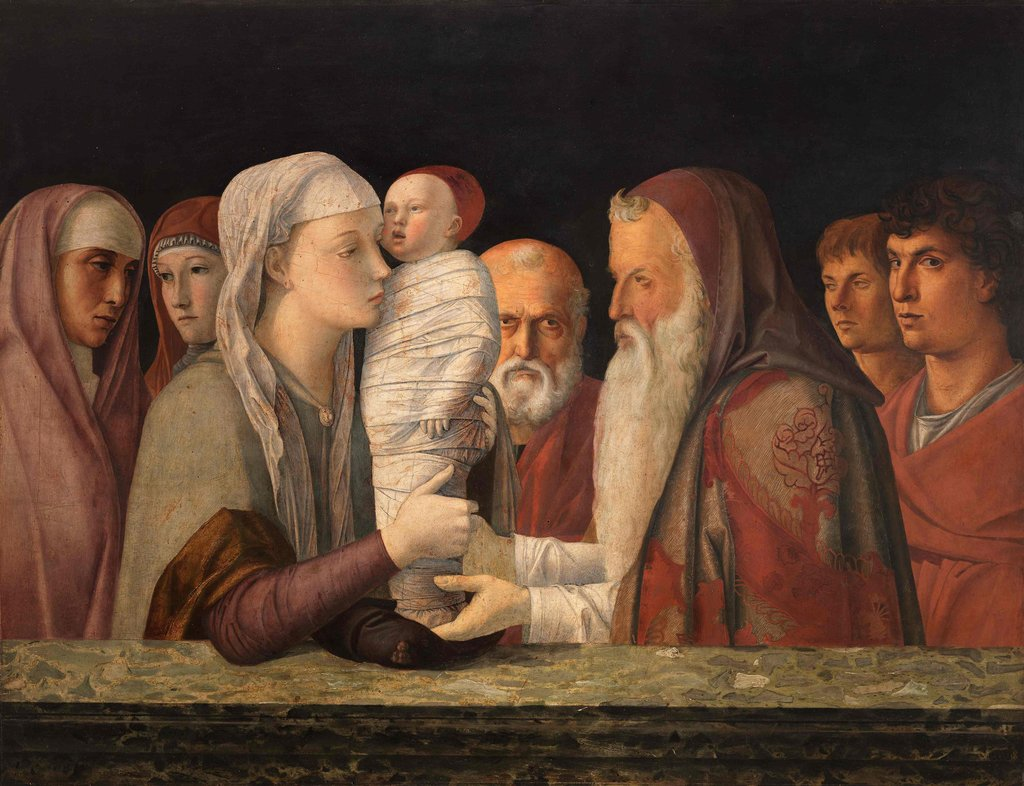
La Presentación en el Templo, Giovanni Bellini.

La Presentación en el Templo es una pintura del maestro italiano Giovanni Bellini, datada c. 1460. Se encuentra en la Fondazione Querini Stampalia, en Venecia, Italia.

## Historia
La datación del trabajo es incierta, aunque se considera posterior a la Presentación en el Templo de Andrea Mantegna (Berlín, c. 1455), de la que Bellini tomó el emplazamiento y las figuras.
La comisión de los dos trabajos es desconocida, así como si las figuras, como a veces se sugiere, retratan a miembros de los Mantegna y Bellini.

## Descripción y estilo
Las figuras principales son casi iguales a las del trabajo de Mantegna aunque contempladas a mayor distancia y de contornos y expresiones más suaves: la Virgen sujeta al Niño, fajado y de pie sobre un cojín, mientras el anciano y barbado Simeón le recoge. Entre ellos al fondo San José, el cual, según algunos académicos, sería un retrato del padre de Bellini, el pintor Jacopo Bellini. A los lados el pintor añadió dos figuras más alejadas, las cuales hacen el cuadro bastante lleno. Aparte de su padre, las otras identificaciones incluyen el autorretrato del autor mirando al espectador y Mantegna (o su hermano Gentile Bellini) en los dos hombres a la derecha; y Nicolosia, hermana de Giovanni y Gentile, y esposa de Mantegna, junto con la madre Ana en las mujeres a la izquierda.
Bellini también prescinde del marco de mármol simulado de Mantegna por un parapeto ancho, haciendo los personajes más cercanos al observador, y omite también las aureolas en las figuras sagradas.